# Regatas en Argenteuil
Regatas en Argenteuil (en francés: Régates à Argenteuil) es un cuadro del pintor impresionista francés Claude Monet realizado hacia 1872. Desde 1986 forma parte de la colección del Museo de Orsay de París.

## Historia
Monet vivió con su familia de 1871 a 1878 en Argenteuil, hoy suburbio de París. Allí pintó decenas de cuadros del Sena. De las aproximadamente 170 pinturas realizadas durante este período, alrededor de la mitad representan el paisaje del Sena. Las regatas se pusieron de moda en Francia a mediados del siglo XIX, y tras la ampliación del ferrocarril, Argenteuil se convirtió en un popular lugar de vacaciones para los parisinos. Desde 1850 se organizaban allí regatas que atraían a muchos espectadores los domingos.
Es posible que Monet, cuando pintó Regatas en Argenteuil alrededor de 1872, utilizara el barco taller que había hecho para sí mismo y que Édouard Manet plasmó en el cuadro Claude Monet pintando en su estudio donde Monet está con su esposa en el barco taller. Esto es lo que le permitió alcanzar el punto de vista bajo que caracteriza muchas de sus pinturas de Argenteuil.
En 1876, el pintor y coleccionista Gustave Caillebotte compró el cuadro a Monet. El cuadro fue adquirido en 1894 por legado de Caillebotte, año en el que fue legado al Estado. La obra fue expuesta en el Museo de Luxemburgo. La pintura fue trasladada al Museo del Louvre en 1929.
En 1947 la obra fue trasladada a la Galería Nacional del Juego de Palma. Finalmente, en 1986 el cuadro fue trasladado al Museo de Orsay.
La obra fue expuesta en Lisboa en 1965 durante la exposición Un siglo de pintura francesa 1850-1950, organizada por la Fundación Calouste-Gulbenkian.

## Descripción
Esta pintura es famosa por la espontaneidad del gesto pictórico que indica la vivacidad del artista. La pintura representa unas regatas en Argenteuil, una ciudad en las afueras de París, donde el río Sena se ensancha hasta convertirse en un lago.
Siempre al estilo de la observación sobre el terreno y el plenairismo, Monet representa una regata de veleros en el Sena, cerca de la ciudad. El pintor elimina el color negro (que será un rasgo característico de su estilo) y ofrece una visión luminosa de los barcos yuxtaponiendo líneas horizontales de color puro. Esta técnica es aún más evidente en los reflejos que se producen sobre el agua, donde resaltan vibrantemente las formas de las velas, la orilla verde y las casas. Con su pincelada fragmentada, Monet exalta la luminosidad del agua.
Aunque el movimiento impresionista no se fundó hasta unos años más tarde, Regatas en Argenteuil muestra todas las características del estilo. Monet estaba particularmente interesado en la interacción entre la luz y el agua. Es la cualidad de la luz, que el pintor observó, la que intenta transmitir a través de relaciones de valores y colores. Las casas, velas y árboles son zonas de color que se fragmentan y se reflejan en el agua. La yuxtaposición de pinceladas de colores complementarios le da al cuadro una apariencia poderosa.